# August Ferdynand Hohenzollern
August Ferdynand Hohenzollern (ur. 23 maja 1730 w Berlinie – 2 maja 1813 tamże) – książę i generał pruski.

## Życiorys
Był synem króla Fryderyka Wilhelma I i Zofii Doroty Hanowerskiej, młodszym bratem króla Fryderyka II Wielkiego. Na jego zamówienie wzniesiono pałac Bellevue. 27 września 1755 poślubił Luizę, margrabiankę Brandenburgii-Schwedt.

## Potomstwo
- Fryderyka Elżbieta Dorota Henryka Amalia, księżniczka pruska (1761–1773),
- Fryderyk Henryk Emil Karol, książę pruski (1769–1773),
- Luiza Pruska, księżniczka pruska (1770–1836, wyszła za mąż za księcia Antoniego Henryka Radziwiłła,
- Henryk Fryderyk Karol Ludwig, książę pruski (1771–1790),
- Ludwik Ferdynand, książę pruski (1772–1806),
- Fryderyk Paweł Henryk August, książę pruski (1776,
- Fryderyk Wilhelm Henryk August, książę pruski (1779–1843).